# Reichskraftwagentarif
Der Reichskraftwagentarif (RKT) bezeichnete ab 1931 eine verbindliche Berechnungsgrundlage für Preise von Transportleistungen des LKW-Fernverkehrs im Deutschen Reich. Ab 1945 bis 1989 wurde der RKT in der Bundesrepublik Deutschland ohne grundsätzliche Änderungen weiter verwendet.

## Weimarer Republik

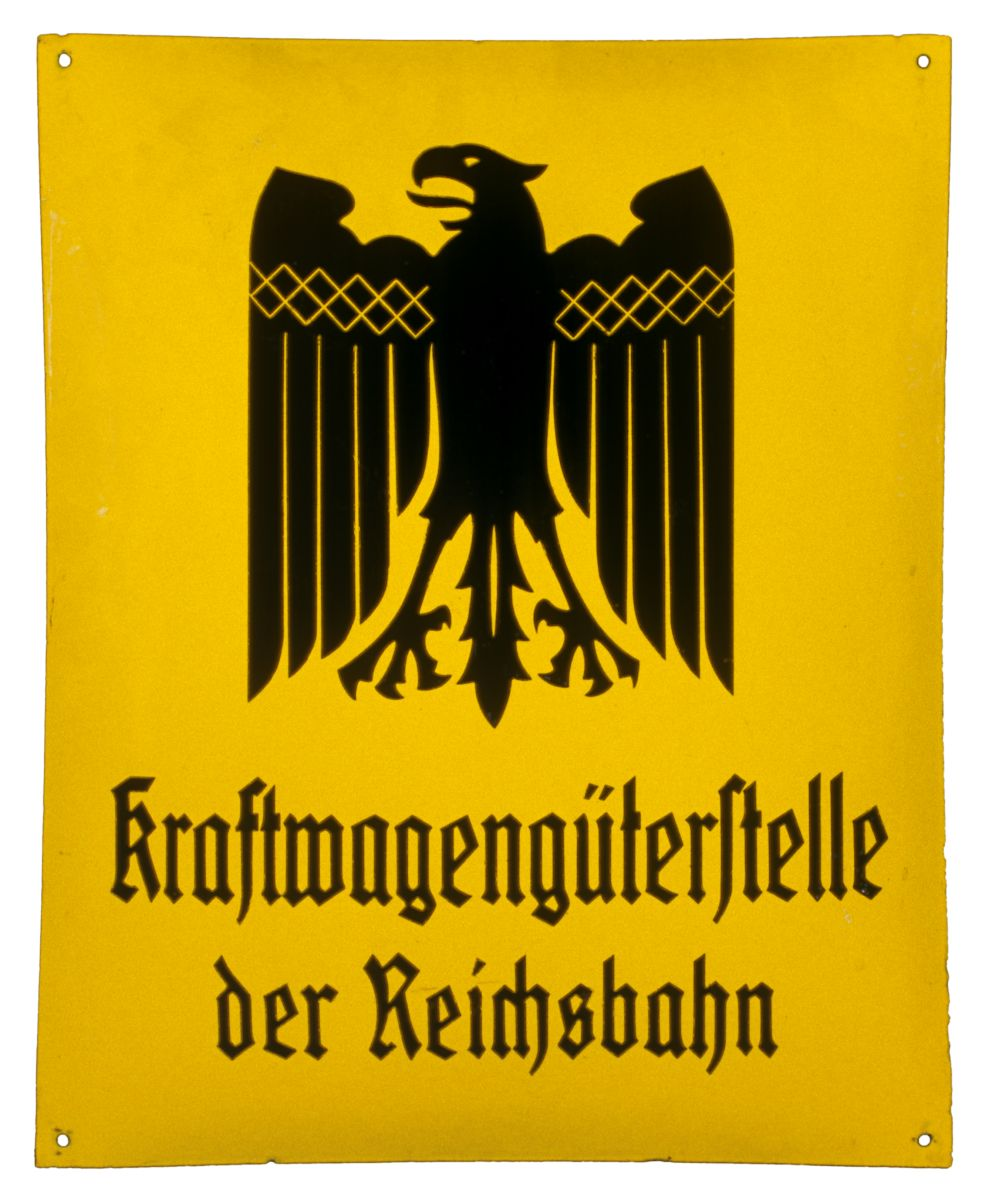
Kraftwagengüterstelle, geregelter Übergabepunkt zwischen Reichsbahn und Mitgliedern des RKB (Emailschild von 1935)

Durch eine Notverordnung vom 6. Oktober 1931 wurde der RKT in der sogenannten Überlandverkehrsverordnung angekündigt und wenige Tage darauf im Reichsministerialblatt bekannt gegeben. Das Ziel bestand darin, den seit zwei Jahrzehnten aufstrebenden Gütertransport mit Lastwagen gegenüber dem traditionellen Verkehrsträger Bahn zu regulieren. „Um eine unerwünschte hohe Wettbewerbsintensität zu Lasten der Reichsbahn zu verhindern, wurde der RKT als Mindesttarif an den Eisenbahngütertarif gekoppelt.“

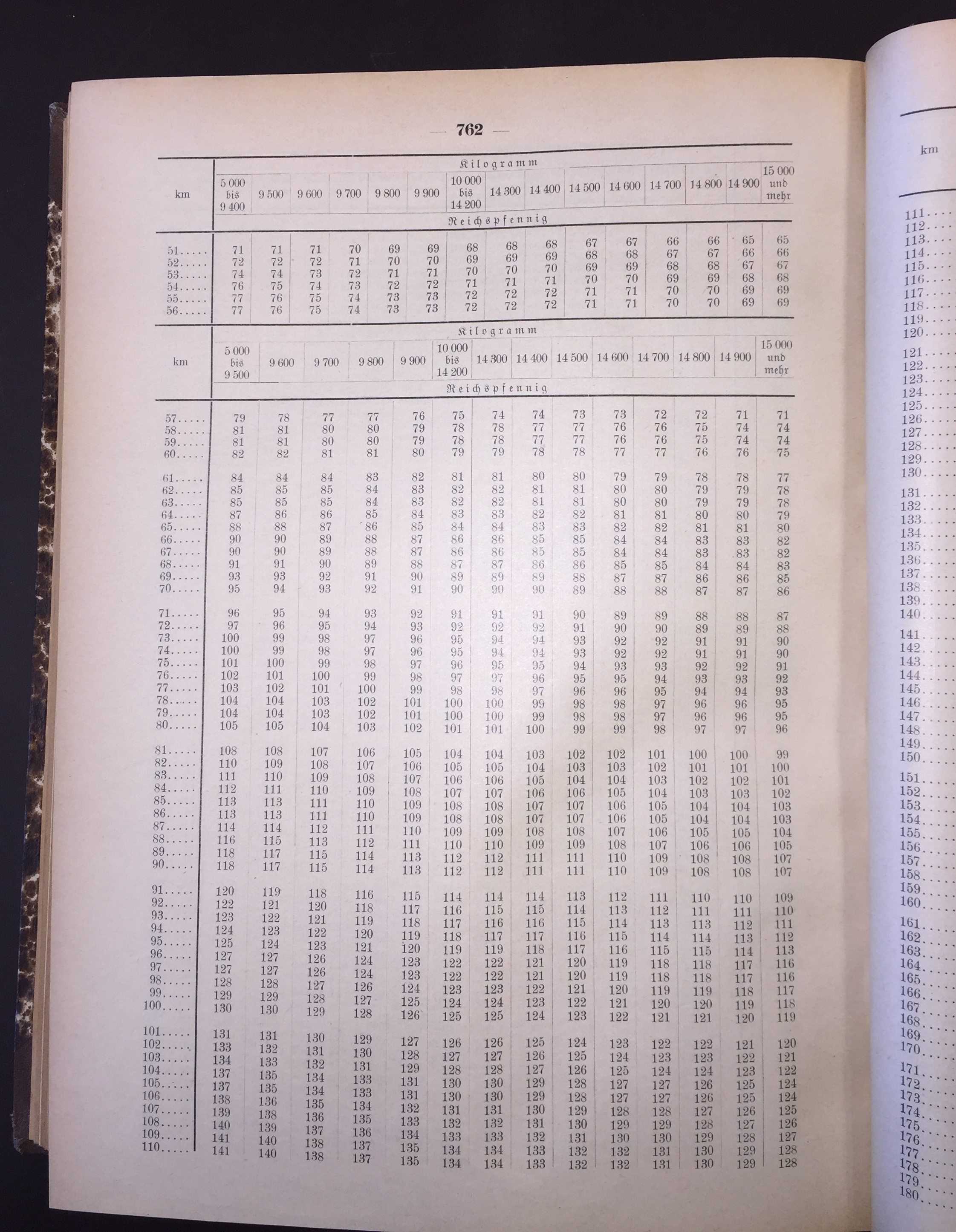
RKT-Tabelle für Sendungen über 1000 kg, Frachtsätze für 100 kg in Reichspfennig (Reichsministerialblatt 1931)

Der RKT bestand in der ersten Fassung aus Vorbemerkungen, z. B. über Rundungsregeln, und zwei Tabellenwerken mit Preisen, die nach Entfernung und Gewicht gestaffelt wurden: erstens Sendungen bis zu 1.000 kg mit ausgerechneten Frachten, zweitens Sendungen über 1.000 kg mit Frachtsätzen je 100 kg. Die Vorbemerkung, dass die Frachtberechnung nach den Bahnhöfen zu erfolgen habe, die Start und Ende der Sendung am nächsten liegen, wurde sehr bald am 19. November 1931 gestrichen. Im Dezember des Jahres erfolgte eine Preissenkung, um sich an Änderungen des Eisenbahngütertarifs anzupassen. Durch Änderungen des Tarifs im Jahr 1932 wurden die Preise nach Güterklassen differenziert, wiederum in Anlehnung an den Eisenbahngütertarif. Die Differenzierung nach Güterklassen wurde mit dem Hintergrund eingeführt, dass die Preise für manche Transporte deutlich zu hoch über den Selbstkosten lagen, was Anreize für die Tarifunterbietung geboten hätte oder es den Fuhrunternehmern unnötig erschwert hätte, Rückladungen zu erhalten.

## Anwendung im „Dritten Reich“
Am 26. Juni 1935 wurde ein Güterfernverkehrsgesetz erlassen, das versuchte, die als unzureichend erkannten Regelungen zu verbessern, u. a. durch stärkere Kontrolle der Einhaltung des RKT. Die Preise des Tarifs durften ausdrücklich weder unterschritten werden noch durch außerhalb des Tarifs stehende Zahlungen bzw. Zuwendungen umgangen werden, so dass es sich nun eindeutig um Festpreise handelte. Es wurde ebenfalls darin geregelt, dass Gütertransporte über 50 Kilometer nur mit einer Konzession erfolgen dürfen, die daran gekoppelt ist, dass die Behörde einen Bedarf zur Erhöhung der Ladungskapazitäten erkennt. Bis 1936 wurde für die Unternehmer im Güterfernverkehr ein Dachverband mit Zwangsmitgliedschaft eingerichtet, der Reichs-Kraftwagen-Betriebsverband (RKB). Der RKB hatte unter Aufsicht des Reichsverkehrsministers den RKT im Einvernehmen mit der Reichsbahn aufzustellen. Die erste Fassung des überarbeiteten Tarifs erschien am 30. März 1936.
Der RKT war in insgesamt sieben Abschnitte eingeteilt, die neben den eigentlichen Frachtsätzen und Tarifen Vorschriften für die Frachtberechnung und eine Klassifizierung der zu transportierenden Güter enthielten. Der letzte Abschnitt bestand aus einer Kraftverkehrsordnung mit Beförderungsbedingungen für den Güterfernverkehr; diese Ordnung galt ebenfalls für den Güterfernverkehr mit Kraftfahrzeugen der Deutschen Reichsbahn. Damit sollte der Tarif, wie vom Gesetz in §13 gefordert, „alle zur Berechnung des Beförderungsentgelts (Beförderungspreise und Entgelt für Nebenleistungen) notwendigen Angaben sowie alle anderen für den Beförderungsvertrag maßgebenden Bestimmungen“ enthalten.
Auch in der Fassung von 1936 gab es Anweisungen, die die Preise des Gütertransports mit Kraftwagen dem Eisenbahntransport angleichen sollten. Die zu transportierenden Güter wurden z. B. in solche mit und solche ohne zu erhebenden Bedeckungszuschlag (auch Deckwagenzuschlag genannt) eingeteilt, und zwar ohne Berücksichtigung, ob der Transport tatsächlich mit einer zugedeckten Ladung stattfand oder ob die Ladung im konkreten Fall eine Bedeckung nötig hatte. Ferner besagte Nr. 13 der Frachtberechnungsvorschriften, dass Zuschläge dafür erhoben werden sollten, wenn ganze Ladungen direkt von der Versandstelle abgeholt werden. So etwas stellt jedoch für den Verkehr auf der Straße im Gegensatz zur schienengebundenen Bahn keine erkennbare Leistung dar. Dieser Zuschlag wurde auf Wunsch des RKB bereits im Juni 1936 wieder gestrichen.

## Bundesrepublik Deutschland
Nach 1945 in der Bundesrepublik Deutschland wurde der RKB von den Besatzungsmächten abgeschafft, stattdessen wurden die Regeln des RKT von der Polizei und der Bundesanstalt für den Güterfernverkehr (umbenannt 1994 in Bundesamt für Güterverkehr) streng kontrolliert. Spätestens ab 1948 sind Hinweise darauf zu finden, dass der Tarif weiterhin angewendet wurde. Der RKT wurde mit Inkrafttreten des Güterkraftverkehrsgesetzes (GüKG), das einige wesentliche Elemente des Güterfernverkehrsgesetzes von 1935 übernahm, am 19. November 1952 nochmals für verbindlich erklärt. 1989 wurde der RKT durch den Güterfernverkehrstarif (GFT) ersetzt.
1994 wurde die Regulierung der Tarife des Güterfernverkehrs grundsätzlich eingestellt. „[...] die Preise werden nunmehr individuell kalkuliert und am Markt ausgehandelt. Einige Verbände haben als Hilfestellung für ihre kalkulationsunerfahrenen Mitglieder unverbindliche Empfehlungspreise und Kalkulationshilfen veröffentlicht [...]“